# Agnès de Ponthieu
 (avril 2008).
Si vous disposez d'ouvrages ou d'articles de référence ou si vous connaissez des sites web de qualité traitant du thème abordé ici, merci de compléter l'article en donnant les références utiles à sa vérifiabilité et en les liant à la section « Notes et références ».
Agnès de Ponthieu, morte en 1120 fut comtesse de Ponthieu. Elle était fille de Guy Ier, comte de Ponthieu, et d'Adila.
Afin de rapprocher et de mettre la Picardie dans l'orbite normande, Guillaume le Conquérant organisa le mariage d'Agnès avec un de ses vassaux, Robert II de Bellême, vicomte d'Hiémois, seigneur de Bellême et comte de Shrewsbury. De ce mariage naquirent :
- Guillaume Talvas[2] († )1172 comte de Ponthieu et sire d'Alençon ;
- André ;
- Mabile.

Robert maltraita son épouse, se montra cruel et l'enferma dans le château de Bellême. Il tenta même de l'empoisonner. Agnès parvint à s'échapper avec l'aide d'un serviteur fidèle et se réfugia chez Adèle de Normandie, comtesse de Blois, puis se retira à Abbeville, dans une maison située près de la porte Comtesse où elle mourut en 1120.